# Leuctra torrenticola
Leuctra torrenticola är en bäcksländeart som beskrevs av Zhiltzova 1960. Leuctra torrenticola ingår i släktet Leuctra och familjen smalbäcksländor. Inga underarter finns listade i Catalogue of Life.